# Raymond Harrison
Raymond Alan Harrison (1929-2000) fue un deportista británico que compitió en esgrima, especialista en la modalidad de espada.
Participó en dos Juegos Olímpicos de Verano, obteniendo una medalla de plata en Roma 1960 en la prueba por equipos. Ganó una medalla de bronce de en el Campeonato Mundial de Esgrima de 1957.

## Palmarés internacional
| Juegos Olímpicos   | Juegos Olímpicos | Juegos Olímpicos  | Juegos Olímpicos   |
| Año                | Lugar            | Medalla           | Prueba             |
| ------------------ | ---------------- | ----------------- | ------------------ |
| 1960               | Roma (Italia)    | Medalla de plata  | Espada por equipos |
| Campeonato Mundial |                  |                   |                    |
| Año                | Lugar            | Medalla           | Prueba             |
| 1957               | París (Francia)  | Medalla de bronce | Espada por equipos |